# یوتابایت
یوتابایت (به انگلیسی: Yottabyte) کوتاه شده آن (YB)می‌باشد.
هر یوتابایت برابر با ۱۰۲۴ زتابایت می‌باشد.